# Ferry Carondelet

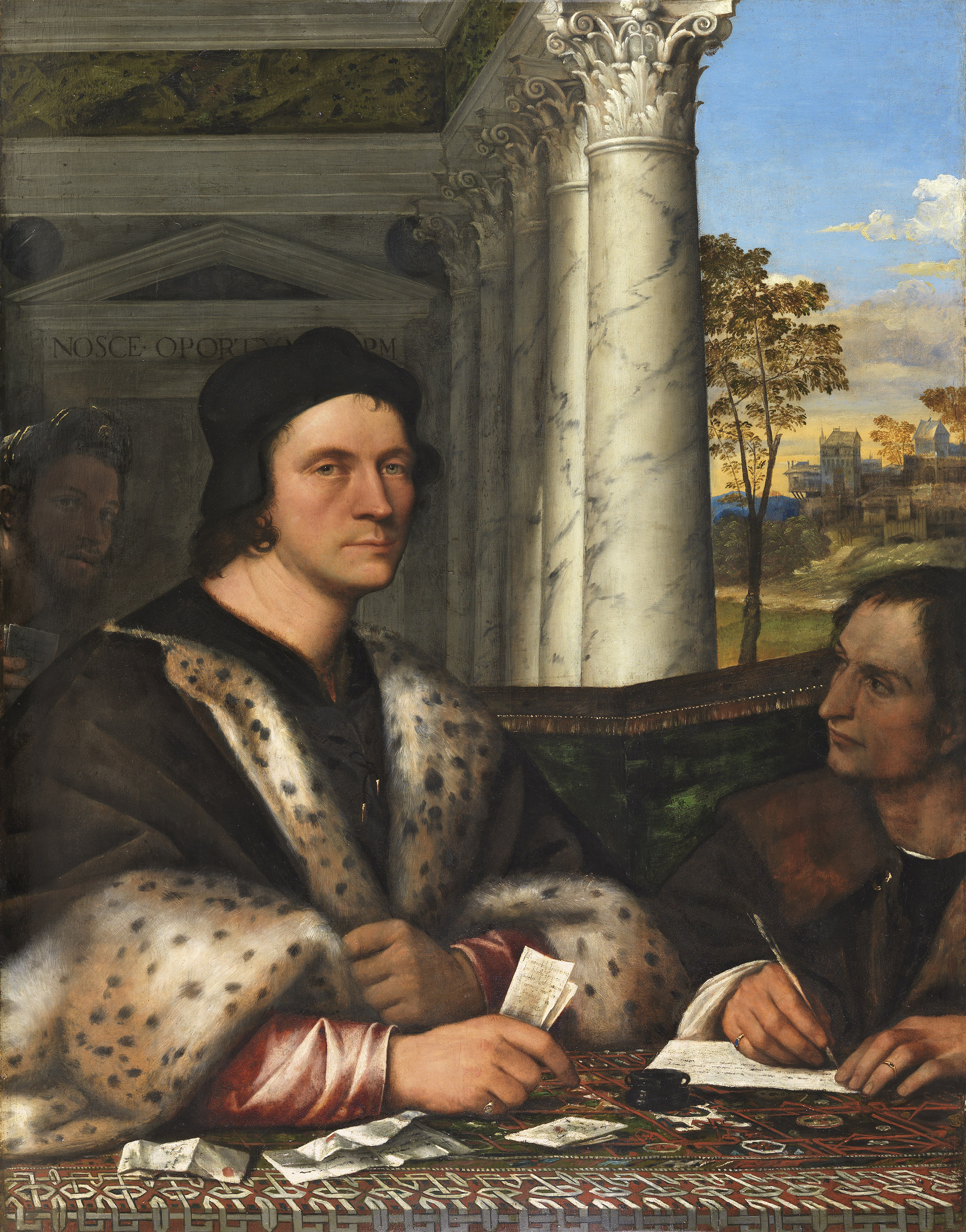
Ferry Carondelet met zijn secretaris, schilderij door Sebastiano del Piombo, Museo Thyssen-Bornemisza

Ferry Carondelet (Mechelen, 1473 – Montbenoît, 27 juni 1528) was een jurist, diplomaat en priester uit de Habsburgse Nederlanden en het Franche-Comté.

## Levensloop
Hij werd geboren te Mechelen als jongere zoon van Jan I Carondelet, voorzitter van de Grote Raad van Mechelen en later nog kanselier voor Bourgondië en de Nederlanden. Hij was een jongere broer van Jan II Carondelet.
Ferry studeerde rechten aan de universiteit van Dole. Na zijn priesterwijding werd hij in 1504 aartsdiaken in de kathedraal van Besançon, waar zijn broer sinds 1493 deken van het kapittel was.
In 1508 volgde hij zijn broer Jan op als kerkelijk raadslid en rekwestmeester bij de Grote Raad van Mechelen. Hij werd biechtvader en vertrouweling van regentes Margaretha van Oostenrijk en bij wijlen van haar pupil, de latere keizer Karel V.
Hij werd in 1510 ambassadeur van keizer Maximiliaan I en Karel bij paus Julius II tot eind 1512. Hij maakte hier van nabij de totstandkoming mee van de Heilige Liga tegen Frankrijk.
Hij werd in 1515 abt in commendam van Montbenoît in het Franche-Comté. In 1523 legde hij zijn functies in de Nederlanden neer, en besliste zich definitief in de Franche-Comté te vestigen.
Hij stierf er in 1528 na een pijnlijke ziekte ten gevolge van nierstenen. Zijn broer Jan nam zijn beneficie in Montbenoît over.

## Mecenaat

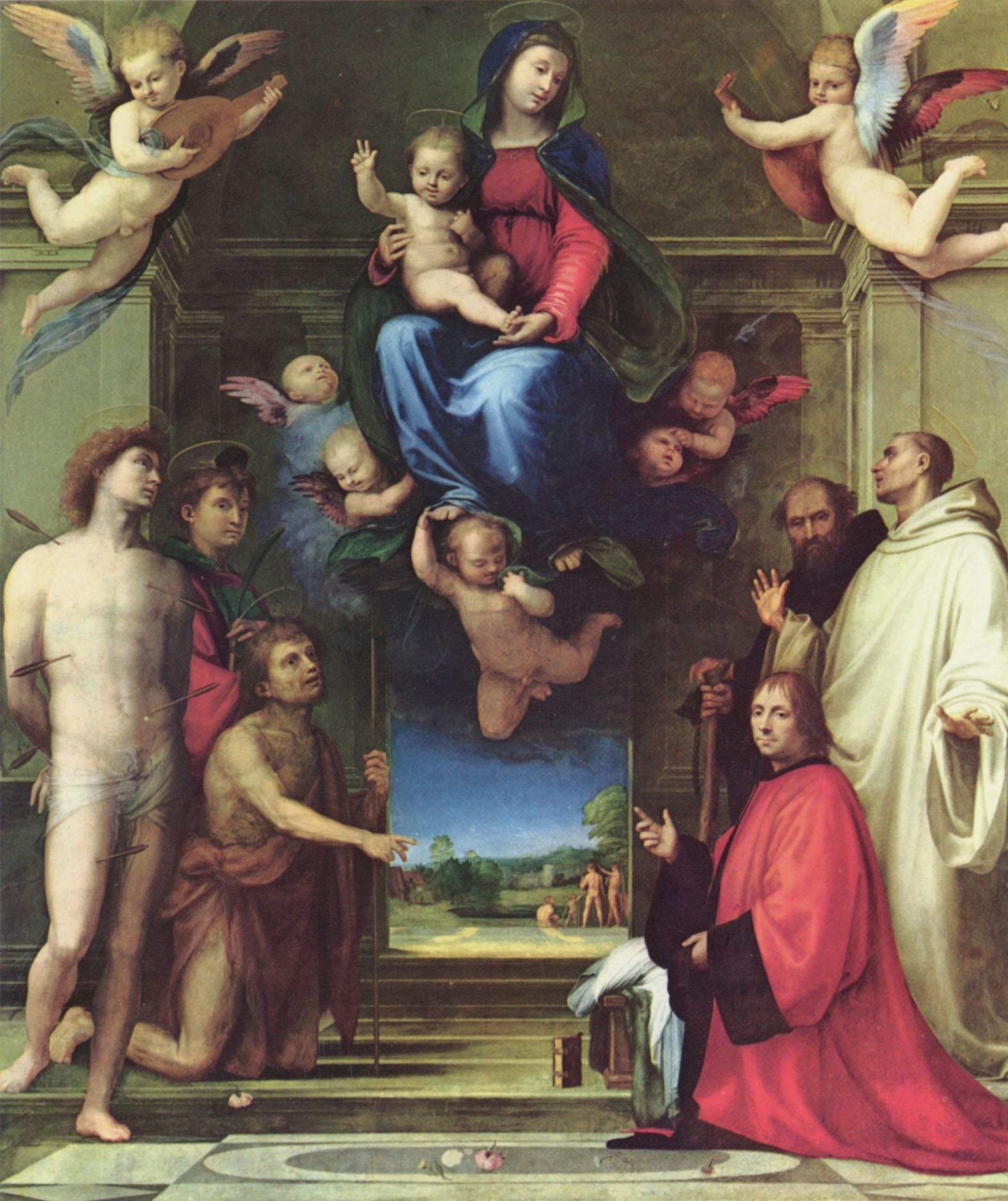
Fra Bartolommeo, Carondelet-Madonna, 1511-1512, kathedraal van Besançon. De schenker draagt het rode ambtskleed van de Grote Raad van Mechelen.

Tijdens zijn verblijf in Rome kwam Ferry Carondelet in aanraking met renaissancekunstenaars Michelangelo en Rafaël. Hij hield er een sterke smaak voor de Rafaëleske stijl aan over. 
Hij begiftigde de Sint-Stefanuskathedraal van Besançon met de Carondelet-Madonna, geschilderd door Fra Bartolommeo en in 1676 samen met zijn graftombe overgebracht naar de Sint-Janskathedraal in dezelfde stad. De stoffelijke resten van Ferry waren in 1543 herbegraven onder een door zijn broer Jan bestelde graftombe in de Sint-Stefanuskathedraal, wellicht gehouwen door de Brugse steenhouwer Michel Scherrier.
In Montbenoît liet hij de abdijkerk herbouwen.
Ferry Carondelet geldt als een beschermheer van Erasmus. De Hollandse humanist bezocht hem in 1524 en droeg hem kort voor diens dood een werk op. 

## Huwelijk en kinderen
Vóór zijn toetreding tot de geestelijke stand was Ferry Carondelet (al dan niet officieel) getrouwd met Digne des Baux, overleden in 1503. Zij hadden een zoon Paul Carondelet (1501-1581), die militair werd.